# Bit Generations

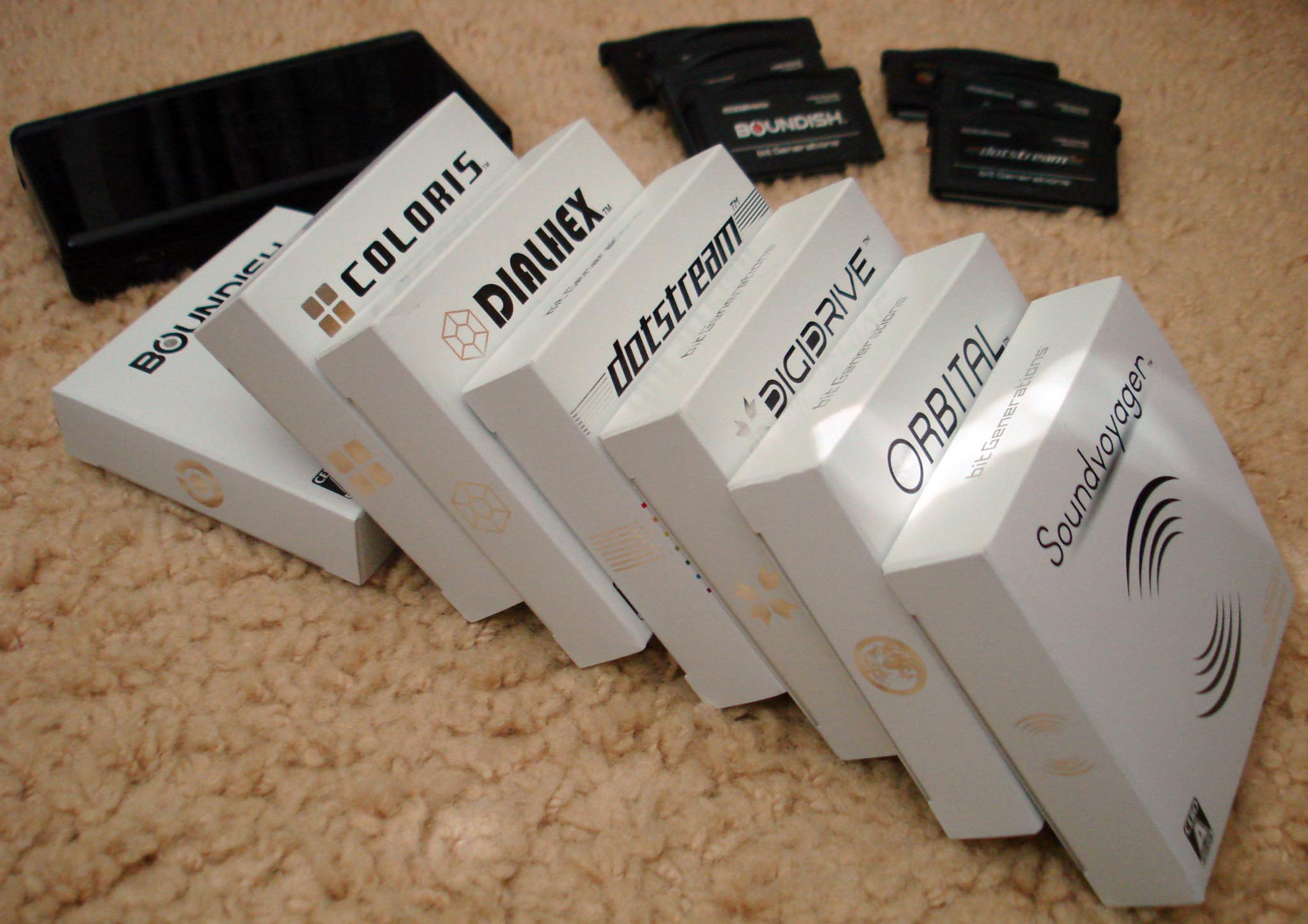
I titoli che compongono la serie bit Generations

bit Generations è una serie di videogiochi pubblicata nel 2006 da Nintendo per Game Boy Advance. Quasi tutti i titoli sono sviluppati da Skip Ltd., ad eccezione di Digidrive creato da Q-Games.
Annunciata nel corso dell'E3 2005 con il titolo Digitylish, la serie si compone di sette titoli: Dotstream, Dialhex, Boundish, Coloris, Orbital, Digidrive e Soundvoyager. I videogiochi sono stati pubblicati come due serie distinte, distribuite a distanza di poche settimane: i primi tre sono stati commercializzati il 13 luglio 2006, mentre i restanti quattro il 27 luglio.
Due videogiochi della serie bit Generation, Orbital e Dialhex sono stati ripubblicati su WiiWare all'interno della serie Art Style come Orbient e Rototex. Alcuni dei titoli compaiono come adesivi in Super Smash Bros. Brawl.